# Sonnet 17

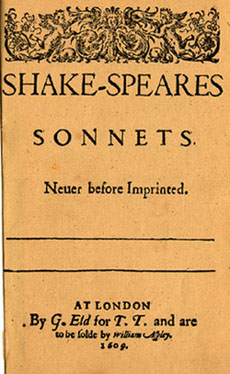
Sonnetten van Shakespeare, 1609

Sonnet 17 is de laatste in de serie van zeventien procreation sonnets die het eerste deel vormen van de Sonnetten van Shakespeare uit 1609. In de procreation sonnets, een onvertaalde term die is te lezen als sonnetten voor de voortplanting, doet Shakespeare een oproep aan een jongeman om een gezin te stichten en nageslacht te verwekken, want de dichter kan dan wel zijn kwaliteiten bezingen, maar zijn schoonheid en andere voortreffelijkheden hebben niet het eeuwige leven. Na deze ernstige boodschap verandert de thematiek abrupt in de romantiek van het beroemde Sonnet 18.

## Shakespeares tekst
| Sonnet 17 Who will believe my verse in time to come If it were filled with your most high deserts?-- Though yet, heaven knows, it is but as a tomb Which hides your life, and shows not half your parts. If I could write the beauty of your eyes And in fresh numbers number all your graces, The age to come would say 'This poet lies; Such heavenly touches ne'er touched earthly faces.' So should my papers, yellowed with their age, Be scorned, like old men of less truth than tongue, And your true rights be termed a poet's rage And stretchèd metre of an antique song. But were some child of yours alive that time, You should live twice: in it, and in my rhyme. |

## Vertaling
Wie zal mettertijd mijn vers geloven
Als het gevuld was met jouw hoogste toegift?
Hoewel de hemel weet dat het als een grafsteen is,
Die je leven verhult, en nog niet de helft van je lof bezingt.
Als ik de schoonheid van je ogen kon beschrijven,
En in zoete verzen een opsomming geven van al je gaven,
Dan zou de toekomst zeggen: "Die dichter liegt,
Zulke hemelse verfijning raakte nooit aan aardse gezichten."
Dan werden mijn geschriften, vergeeld door de jaren,
Gehoond als een oude man vol onbetrouwbare praatjes.
Wat jou recht deed, werd een dolle dichtersdroom genoemd,
Een opgerekte echo uit een voorbij tijdperk.
Maar was er een kind van je in leven tegen die tijd,
Dan leefde je tweemaal: daardoor en in mijn rijm.

## Analyse
Shakespeare beschrijft waarom hij niet in staat is om de schoonheid van de aangesproken persoon in woorden te vatten, want als hij daarin zou slagen, zou niemand het geloven. De schoonheid zelf is niet het belangrijkste onderwerp, de beschrijving daarvan blijft beperkt tot het noemen van de ogen en het gezicht. Ook aan de vergankelijkheid van de schoonheid, een voornaam thema in veel andere sonnetten, worden weinig woorden besteed. De meeste aandacht gaat uit naar het ongeloof dat er zal zijn wanneer het gedicht in de toekomst nog de enige getuigenis van die schoonheid geeft. De dichter eindigt dan ook met de oproep om voor een nakomeling te zorgen, opdat de bezongen schoonheid zal doorleven in de volgende generatie.
De eerste twee regels formuleren de vraag waarop de rest van het gedicht een antwoord wil geven. De eerste werkwoorden in beide regels "will" en "were" duiden op een botsing van de tijden, een afhankelijkheid tussen toekomst en verleden. In het daarop volgende paar regels geeft de dichter aan hoe beperkt het uitdrukkingsvermogen van zijn woorden eigenlijk is. Het gedicht verbergt meer dan het onthult. De genoemde "parts" duiden op de talenten en karaktertrekken van de beschreven persoon, maar doen dat met een nauw verholen verwijzing naar zijn aantrekkelijke lichaamsvormen.
Het tweede kwatrijn vangt aan met een ontwapende erkenning van de beperkte vermogens van de dichter. "If I could write" stelt dat hij niet kan schrijven wat hij eigenlijk wil en daarom een omweg nodig heeft. Hij wil mooie versregels als "fresh numbers" aaneen rijgen, maar bij de volgende regel halverwege het gedicht verandert de toon. De beantwoording van de gestelde vraag wordt gegeven met een citaat uit de toekomst, waarin de dichter zichzelf ziet weggezet als leugenaar, zoals de waarheid voor een bejaarde er minder toe doet dan het leven, zoals een oud lied dat van geen ophouden wil weten.
In het afsluitend distichon geeft Shakespeare in korte, niet mis te verstane woorden de oplossing voor het geschetste onheil. Als de schone jongeling een kind op de wereld zet, zal hij daarin voortleven en zal het gedicht geloofd worden.

## Opdracht
De 17 procreation sonnetten waren gericht aan een mysterieuze Mr. W.H. Vermoedelijk bedoelde Shakespeare zijn mecenas William Herbert, 3e graaf van Pembroke, die in 1623 nog optrad als sponsor van de First Folio, de eerste uitgave van Shakespeares complete toneelwerk. Er wordt gespeculeerd dat Shakespeare zijn gedichten aan hem schreef voor zijn 17e verjaardag in 1597, toen zijn ouders in onderhandeling waren over een huwelijk met Bridget Vere, dochter van de graaf van Oxford. William Herbert trouwde in 1604 en kreeg een zoon, die overleed in zijn kinderjaren. Shakespeares eigen zoon Hamnet stierf in 1596.
De zinsnede "numbers number all" kan worden opgevat als een aansporing de getallensymboliek van de sonnettencyclus te onderzoeken. Als het getal 17 daarin een bijzondere rol wordt toegekend, kan een piramide worden geconstrueerd van 153 sonnetten, een minder dan het aantal dat Shakespeare schreef.